# .ug
Pour les articles homonymes, voir UG.
.ug est le domaine de premier niveau national (country code top level domain : ccTLD) réservé à l'Ouganda. Le domaine a été introduit en 1995.